# Jelena Wiktorowna Tregubowa
Jelena Wiktorowna Tregubowa (russisch Елена Викторовна Трегубова, wiss. Transliteration Elena Viktorovna Tregubova, oft auch in englischer Transkription Elena Tregubova; * 24. Mai 1973) ist eine russische Journalistin und Autorin. Sie wurde durch ihre Kritik an Wladimir Putin bekannt.

## Leben und Wirkung
Jelena Tregubowa begann ihre berufliche Laufbahn in den 1990er Jahren, als sie unter Jelzin als Korrespondentin bei der Moskauer Tageszeitung Kommersant zum Kreis jener Journalisten gehörte, deren Arbeit nicht behindert wurde. Seit dem Beginn der Präsidentschaft von Putin im Jahr 2000 waren ihre Arbeiten nicht mehr so weit verbreitet. Dies änderte sich 2003 mit einer Veröffentlichung in Russland, in der sie Putins Medienpolitik scharf kritisierte (auf Deutsch teilweise in Die Mutanten des Kreml abgedruckt).
Im Februar 2004, nach Erscheinen des Buches, explodierte gegenüber ihrer Wohnungstüre eine Bombe, als sie gerade am Telefon der Taxizentrale ankündigte, sie käme gleich auf die Straße herunter. Tregubowa vermutet, dass der Anschlag auf das Konto des russischen Geheimdienstes geht. Die Moskauer Miliz wertete den Vorgang als „schweres Rowdytum“ beziehungsweise den Versuch eines „schweren Diebstahls“ und erklärte, es bestehe kein Grund, einen politisch motivierten Anschlag anzunehmen. Am 23. April 2007 beantragte Jelena Tregubowa in Großbritannien politisches Asyl, welches ihr Anfang April 2008 zugestanden wurde. Sie bekommt Personenschutz von Scotland Yard und gehört zum Kreis des exilierten Oligarchen Boris Abramowitsch Beresowski.
Unmittelbar nach der Ermordung der Journalistin Anna Politkowskaja veröffentlichte Die Zeit am 12. Oktober 2006 einen offenen Brief Trebugowas an die deutsche Kanzlerin Angela Merkel als Reaktion auf diesen Mord. Am 6./7. Juni 2007 veröffentlichte die Süddeutsche Zeitung einen offenen Brief aus ihrer Feder an die G-8-Staatschefs beim seinerzeitigen G-8-Gipfel in Heiligendamm.

## Werke
Russisch
- Baiki kremljowskowo diggera (Russisch: Байки кремлевского диггера). Ad Marginem, Moskau 2003, ISBN 978-5-93321-073-3[5]
- Proschtschanie kremljowskowo diggera (Russisch: Прощание кремлёвского диггера). Ad Marginem, Moskau 2004, ISBN 978-5-93321-095-5[6]

Deutsch
- Die Mutanten des Kreml. Mein Leben in Putins Reich. Aus dem Russischen von Olga Radetzkaja und Franziska Zwerg. Tropen Verlag, 2006, ISBN 3-932170-91-1 (Zusammenfassung der beiden russischsprachigen Bücher)